# NGC 7026
NGC 7026 је планетарна маглина у сазвежђу Лабуд која се налази на NGC листи објеката дубоког неба.
Деклинација објекта је + 47° 51' 10" а ректасцензија 21h 6m 18,6s. Привидна величина (магнитуда) објекта NGC 7026 износи 10,9 а фотографска магнитуда 12,7. NGC 7026 је још познат и под ознакама PK 89+0.1, CS=14.5.